# お昼の純子
『お昼の純子』（おひるのじゅんこ）は文化放送のラジオ番組。

## 概要
当番組は2023年10月1日まで、日曜 10時 - 11時に放送していた生ワイド番組『モーニングTEN!』が同年10月8日より『ますだおかだ岡田圭右とアンタッチャブル柴田英嗣のおかしば』の放送枠移動に伴い、終了した事で放送時間を2時間 繰り下げて、パーソナリティを久保朱莉（文化放送アナウンサー）から鈴木純子（文化放送アナウンサー）に交代して開始した。
文化放送アナウンサーで気象予報士の鈴木が気象予報士の経験を交えて語る季節の歳時記、暮らし・行楽・イベントに纏わる情報などを伝える。

## コーナー番組
ビューティフル・メロディーズ〜よみがえる青春のポップス（12時7分頃から10分間 放送の事前収録番組。パーソナリティは野村邦丸）
radikoは上記番組は単独番組扱いで、当番組は12時7分までの第1部と12時16分からの第2部とに分けて配信している。